# Женев'єва Тіру д'Арконвіль
Марія Женев'єва Шарлотта Тіру д'Арконвіль, Женев'єва Тіру д'Арконвіль, Марія д'Арконвіль, мадам д'Арконвіль (фр. Marie-Geneviève-Charlotte Thiroux d'Arconville, 17 жовтня 1720 — 23 грудня 1805, Париж) — французька письменниця та хімік.

## Біографія
Народилася в родині заможного генерального відкупника Андре-Гійома Дарлюса. З дитинства виявляла великий потяг до знань. У 14-річному віці стала дружиною Луї-Лазара Тіру д'Арконвіля, радника паризького парламенту, згодом президента одного з бюро розслідувань.
У 23 роки перехворіла віспою, внаслідок чого було спотворене її обличчя. Після хвороби вела відлюдькуватий та набожний спосіб життя, приділяючи багато часу вивченню літератури, мистецтва, історії, природничих наук.
Мадам д'Арконвіль надавала перевагу похмурим та меланхолійним сюжетам як в літературі, так і в малярстві. Так вона була замовила відомому художникові мармурову статую, що зображала Меланхолію. Вона займалася історією, фізикою, хімією, природною історією та медициною. З 1755 по 1763 роки проводила щоденні експерименти, переважно присвячені процесам гниття. Залюблена в інтелектуальні заняття, вона шукала спілкування з найвідомішими людьми в науці й літературі, зокрема спілкувалася з Вольтером, чиїм розумом захоплювалася, хоча і недолюблювала його насмішкуватого характеру. Також часто приймала у себе поета й драматурга Жана-Батіста-Луї Грессе та його дядька історика й філолога Жана-Батиста де Ла Кюрн де Сент-Пале. В її товаристві бували політик та економіст Анн-Робер Жак Тюрго, урядовець Кретьєн Гійом де Ламуаньон де Мальзерб, генерал Франсуа Жедеон Байї де Монтіон та інші.
Серед людей, що займалися наукою, вона підтримувала стосунки з хіміком П'єром Жозефом Макером, ботаніком Жюссьє, натуралістом Вальмоном де Бомаром, хіміком Фуркруа, істориком та бібліотекарем Амейоном, хіміком та мінералогом Бальтазаром Жоржем Сажем та географом Паскалем-Франсуа-Жозефом Госсленом. Вона відвідувала курси в Королівському ботанічному саду, зокрема й курси з анатомії, на які було допущено лише декілька жінок. Мадам д'Арконвіль зібрала власну бібліотеку й мала доступ до книг та рукописів Королівської бібліотеки. Не виходячи з дому, вона писала й публікувала художні твори, праці та переклади з англійської. Її праці виходили друком анонімно під псевдонімом.
В їй будинку в Медоні пані д'Арконвіль організувала своєрідний шпиталь з кількома ліжками для хворих. На початку Французької революції вона продала цей будинок. В ході революції, до якої вона ставилася різко негативно, вона втратила одного з трьох синів, генерал-лейтенанта поліції Тіру де Крона.
Уже в дуже похилому віці вона зберігала ясний розум та силу духа. У кінці життя вона написала «Спогади», що складаються з тринадцяти рукописних томів.

## Твори

### Переклади
- «Avis d'un Père à sa Fille» (Порада батька дочці), 1756 р. — переклад з англійської тексту лорда Галіфакса.
- «Leçons de chimie» (Уроки хімії), 1759 р. Переклад з англійської книги Пітера Шоу. Тіру д'Арконвиль виправила помилки оригіналу й актуалізувала інформацію про відкриття, зроблені з того часу, як ці уроки були опубліковані в Англії. У вступі до книги вона короткий огляд історії зародження та розвитку хімії.
- «Romans» (Романи), 1761 р. Переклад з англійської романів Літтлтона та Афри Бен.
- «Mémoires de Mademoiselle de Falcourt» (Спогади мадемуазель де Фалькур) — роман.
- «Amynthon et Thérèse» (Амінтон і Тереза).
- «Mélanges de Poésies Anglaises, traduits en français» (Збірник англійської поезії, перекладеної французькою мовою), 1764 р.

### Есе
- «De l'Amitié» (Про дружбу), 1761 р.
- «Traité des passions» (Трактат про пристрасті), 1764 р.
- «Essai pour servir à l'histoire de la putréfaction» (Есе про історію гниття), 1766 р. Цей твір — плід її експериментів та спостережень.
- «Méditations sur les tombeaux» (Роздуми на могилах).
- «Mélanges de littérature, de morale et de physique» (Збірник з літератури, моралі та фізики), 1775 р. В кінці збірника подано дві театральні п'єси інших авторів.
- «Pensées et réflexions morales sur divers sujets» (Моральні думки та роздуми про різних предметах), 1760 р., перевидано 1766 р.

### Проза
- «Dona Gratia d Ataïde, comtesse de Ménessés, histoire portugaise» (Дона Ґраціа д'Атаїд, графиня Менесес, португальська історія). 1770 р.
- «Estentor et Thérisse» (Эстентор і Терисс).
- «L'amour éprouvé par la mort» (Любов, випробувана смертю), 1763 р.
- «Les Malheurs de la jeune Емілі» (Нещастя юної Емілі).
- «Les Samiens», казка.
- «L'amour éprouvé par la mort, ou Lettres modernes de deux amans Vieille de-Roche» (Любов, випробувана смертю, або Нові листи двох закоханих з В'єй-Рош), 1763 р.
- «Mémoires de M-lle de Valcourt» (Спогади мадемуазель де Валькур), 1767 р.

### Історичні твори
- «Histoire de Francois II, roi de France et d'histoire Écosse» (Історія Франциска II, короля Франції і Шотландії), 1783 р. На основі переведеної з італійського дисертації Суриано, посла Венеції, присвяченій цьому правлінню до сходження на престол Карла IX.
- «Vie de Catherine de Médicis, princesse de Toscane, reine de France et de Navarre» (Життя Катерини Медичі, принцеси Тоскани, королеви Франції і Наварри), 1774 р.
- «Vie du cardinal d Ossat», з його «Discours sur la Ligue» (Життя кардинала д'Осса), 1771 р.

### Наукові праці
- «Traité d ostéologie» (Трактат з остеології) з гравюрами. Цей трактат, виданий під чужим ім'ям, хоча зараз відомо, що автором була Женев'єва Тіру д'Арконвіль.